# Mina Hayashi
Mina Hayashi 林史乃  (Hayashi Mina?) (Tokyo, 1987) è una modella giapponese, incoronata quarantaduesima Miss Giappone nel 2010.
Studentessa di musica sin dall'età di cinque anni, la Hayashi in un'intervista rilasciata dopo la vittoria del titolo ha dichiarato di ispirarsi alle attrici Audrey Hepburn e Sayuri Yoshinaga.